# Ľutina
Ľutina (bis 1927 slowakisch „Lucina“ oder „Luciňa“; ungarisch Litinye) ist ein Ort und eine Gemeinde im Osten der Slowakei, mit 483 Einwohnern (Stand 31. Dezember 2024). Sie gehört zum Okres Sabinov, einem Kreis der obersten Verwaltungseinheit Prešovský kraj.

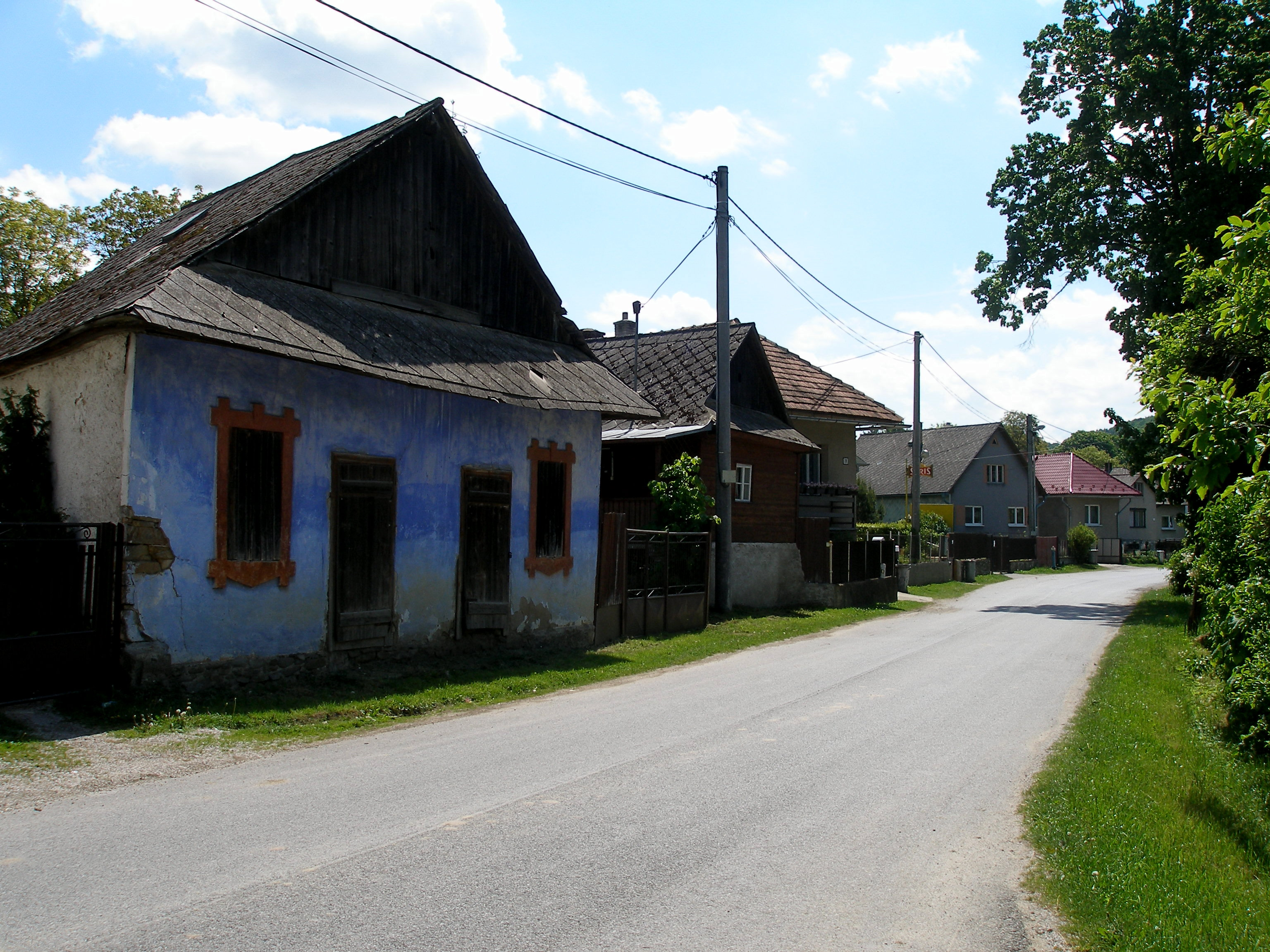
Häuser im Ort

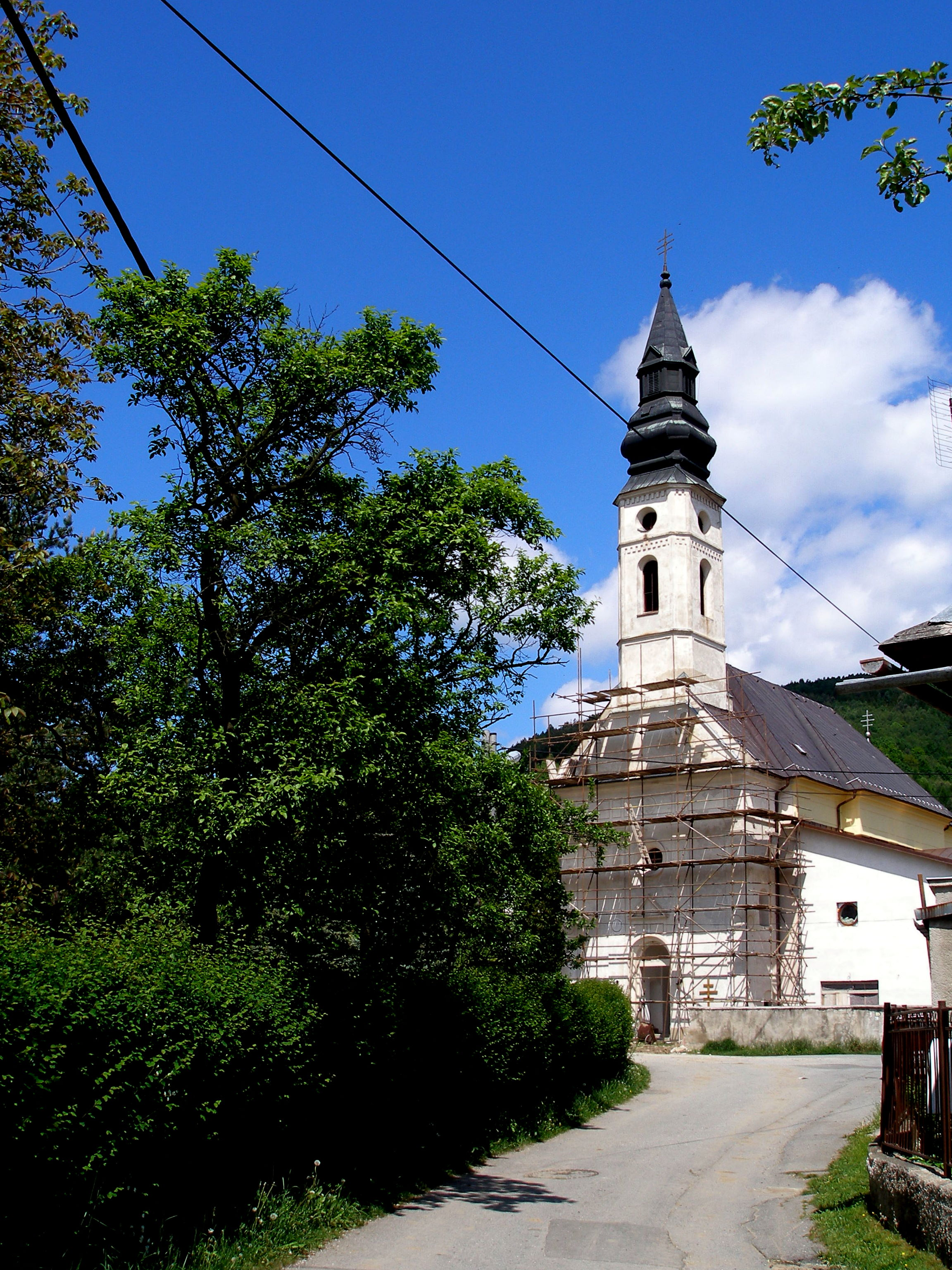
Kirche der Entschlafung der Gottesgebärerin

## Geographie
Die Gemeinde liegt am Südhang des Gebirges Čergov am Bach Ľutinka, einem linken Zufluss von Torysa. Das auf der Höhe von 426 m n.m. ist 10 Kilometer von Sabinov und 28 Kilometer von Prešov entfernt.

## Geschichte
Der Ort Ľutina wurde gegen Anfang des 14. Jahrhunderts von einem Schultheiß gegründet und wurde zum ersten Mal 1330 erwähnt. Es gehörte zum Herrschaftsgut der Burg Hrádok, die bis zur Hälfte des 16. Jahrhunderts bestand. 1828 zählte man Ľutina 67 Häuser und 505 Einwohner.

## Bevölkerung
| Jahr                | 1994 | 2004    | 2014     | 2024    |
| ------------------- | ---- | ------- | -------- | ------- |
| Anzahl der Personen | 434  | 428     | 472      | 483     |
| Unterschied         |      | −1,38 % | +10,28 % | +2,33 % |

| Jahr                | 2023 | 2024    |
| ------------------- | ---- | ------- |
| Anzahl der Personen | 484  | 483     |
| Unterschied         |      | −0,20 % |

Ergebnisse der Volkszählung 2001 (453 Einwohner):
| Nach Ethnie: - 96,03 % Slowaken - 1,55 % Ukrainer - 1,10 % Russinen - 0,44 % Tschechen | Nach Konfession: - 83,66 % griechisch-katholisch - 8,61 % römisch-katholisch - 4,19 % orthodox - 2,87 % keine Angabe |

## Sehenswürdigkeiten
Der Ort ist ein Wallfahrtsort für Anhänger der griechisch-katholischen Kirche in der Slowakei. Die Basilika Mariä Himmelfahrt wurde zur ersten griechisch-katholischen Basilica minor in der Slowakei erklärt.